# Улица Меривялья
Улица Ме́ривялья, также Ме́ривялья-те́э и Ме́ривялья те́э — улица в Таллине, столице Эстонии. 

## География
Проходит вдоль берега Таллинского залива в микрорайонах Пирита, Меривялья и Мяхе городского района Пирита. Начинается от моста через устье реки Пирита как продолжение улицы Пирита, заканчивается у начала улицы Ранна. Основные улицы, с которыми пересекается улица Меривялья: Клоостриметса, Рандвере, Мяхе и Раннику. 
Протяжённость улицы Меривялья — 2815 м.
Между улицей Меривялья и пляжем Пирита расположен Пиритаский лесопарк. Его древостой преимущественно представляет собой прибрежный сосновый бор.

## История
Улица получила своё название 16 октября 1953 года. До этого она была часть улицы Пирита.

## Застройка
Улица имеет очень редкую малоэтажную застройку; в основном это частные жилые дома. В 2000-х годах вдоль улицы было начато строительство малоэтажных квартирных домов.
Важнейшие объекты:
- Merivälja tee 1 — бизнес-центр «Регати Мая» (Regati Maja Ärikeskus). Расположен на берегу реки Пирита. Двухэтажное белое строение в стиле функционализма построено в 1940 году; изначально в нём работал ресторан и автобусная станция[8];
- Merivälja tee 3 — Пиритаский центр досуга. Двухэтажное здание построено в 1952 году. В советское время в нём работал кинотеатр «Пирита»;
- Merivälja tee 5 / Supluse 1 — жилой дом и спа-отель «Pirita Beach Apartments & SPA»[9]. Пятиэтажное пляжное здание c кафе, магазинами и раздевалками было построено в 1979 году к Парусной регате Летних олимпийских игр. Перестроено в 2000-х годах;
- Merivälja tee 5A — Пиритаский парк приключений;
- Merivälja tee 18 — руины монастыря Святой Бригитты и новое здание монастыря бригитток (Центр Святой Бригитты), строительство которого было закончено в 2003 году. В настоящее время в монастыре проживает 8 монахинь из Мексики и Индии. В монастырской церкви богослужения проводятся 4 раза в день[10];
- Merivälja tee 22 — продуктовый магазин, в советское время — почтовое отделение района Пирита. Одноэтажное здание площадью 372 м2 построено в 1967 году. Почтовая контора в настоящее время работает в офисно-торговом центре «Пирита»[11];
- Merivälja tee 24 — офисно-торговый центр «Пирита» (Pirita Keskus). Трёхэтажное здание построено в 1979 году, в нём располагался магазин «Пирита» и предприятия бытового обслуживания. После выхода Эстонии из состава СССР в здании долгое время работал крупный магазин спорттоваров и до 2010 года размещалась управа района Пирита.

В 2020 году на недвижимости с регистровым адресом Merivälja tee 33 было начато строительство офисного здания общей площадью 5400 м2, из которых 4212 м2 отводились частной поликлинике-больнице. Строительство должно было быть завершено к концу 2021 года, однако в октябре 2020 года оно было приостановлено в связи с тем, что объект строился без предусмотренного проектом подземного этажа для автомобильной  парковки.  В июне 2021 года застройщик предоставил городу новый эскиз: на цокольном этаже здания разместятся рестораны и коммерческие площади, на втором — стоматологические кабинеты, детская игровая комната и более крупные арендные площади, третий этаж запланирован для малых предприятий; больница не упоминается.  Площадь здания будет уменьшена на 600 м2. На цокольном этаже будет парковочный дом на 74 места, а также будет создано 89 наземных парковочных мест.
В том же году на берегу реки Пирита, напротив Центра парусного спорта, началось возведение нового трёхэтажного бизнес-здания с подземной парковкой. Согласно утверждённой планировке, в здании будут офисы, кафе, салон красоты и магазин. Высота здания должна составить 11 метров.
- Эскизные рисунки нового бизнес-здания напротив Центра парусного спорта в Пирита

На месте нынешнего гриль-бара «Pirita Grillbaar» (Merivälja tee 5B) в лесу у пляжа Пирита планируется построить новое здание, в котором разместится кафе и небольшая гостиница. Управа района Пирита утверждает, что это будет последняя новостройка в прибрежном лесу. В детальной планировке подчёркивается, что при строительстве деревья рубить не разрешается.

## Общественный транспорт
По улице курсируют городские автобусы маршрутов № 1, 6, 8, 34, 38 и 49.

Улица Меривялья
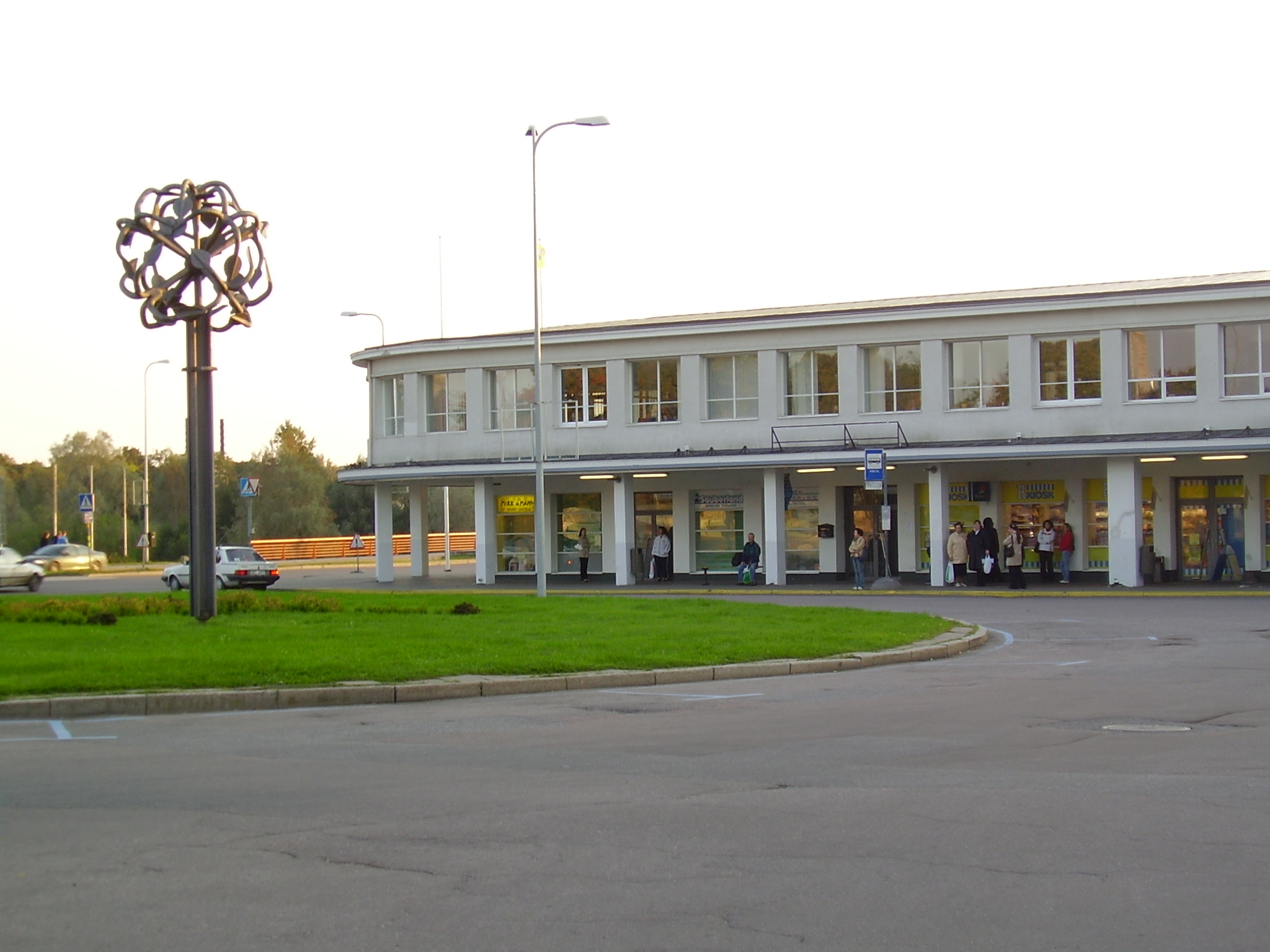
Дом 1, бизнес-центр «Регати Мая»
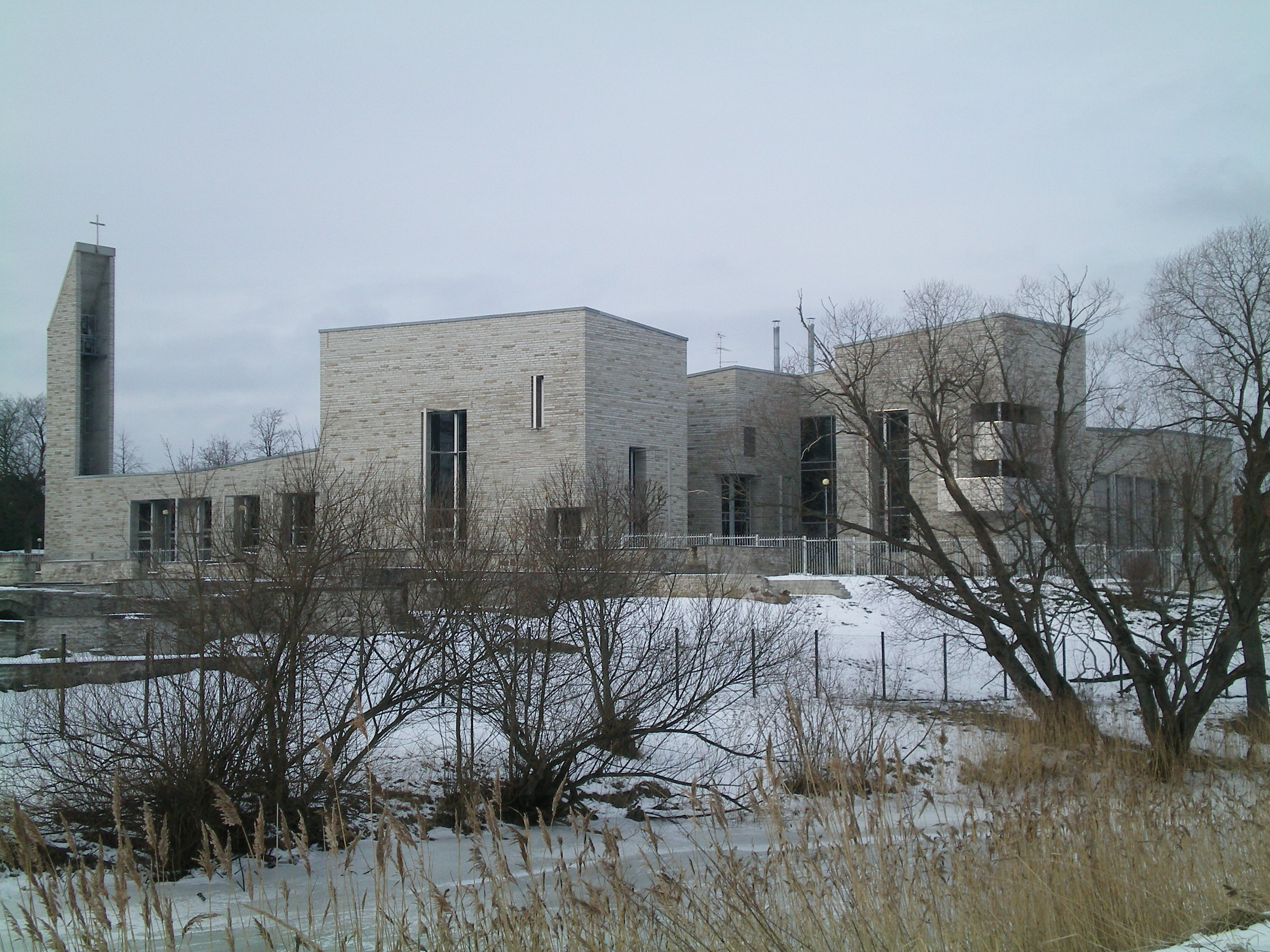
Дом 18, Центр Святой Бригитты
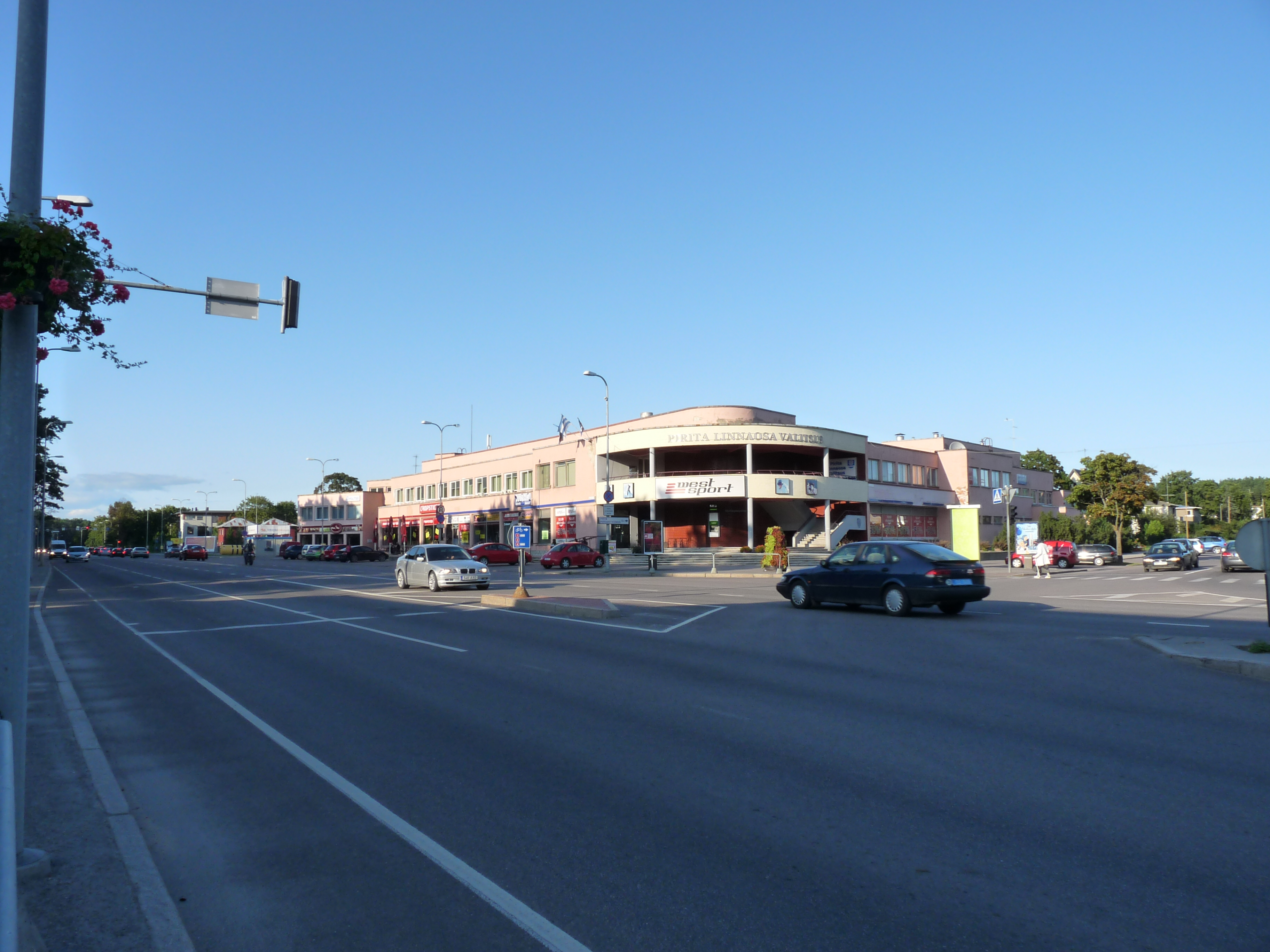
Перекрёсток с улицей Клоостриметса, дом 24 в 2009 году
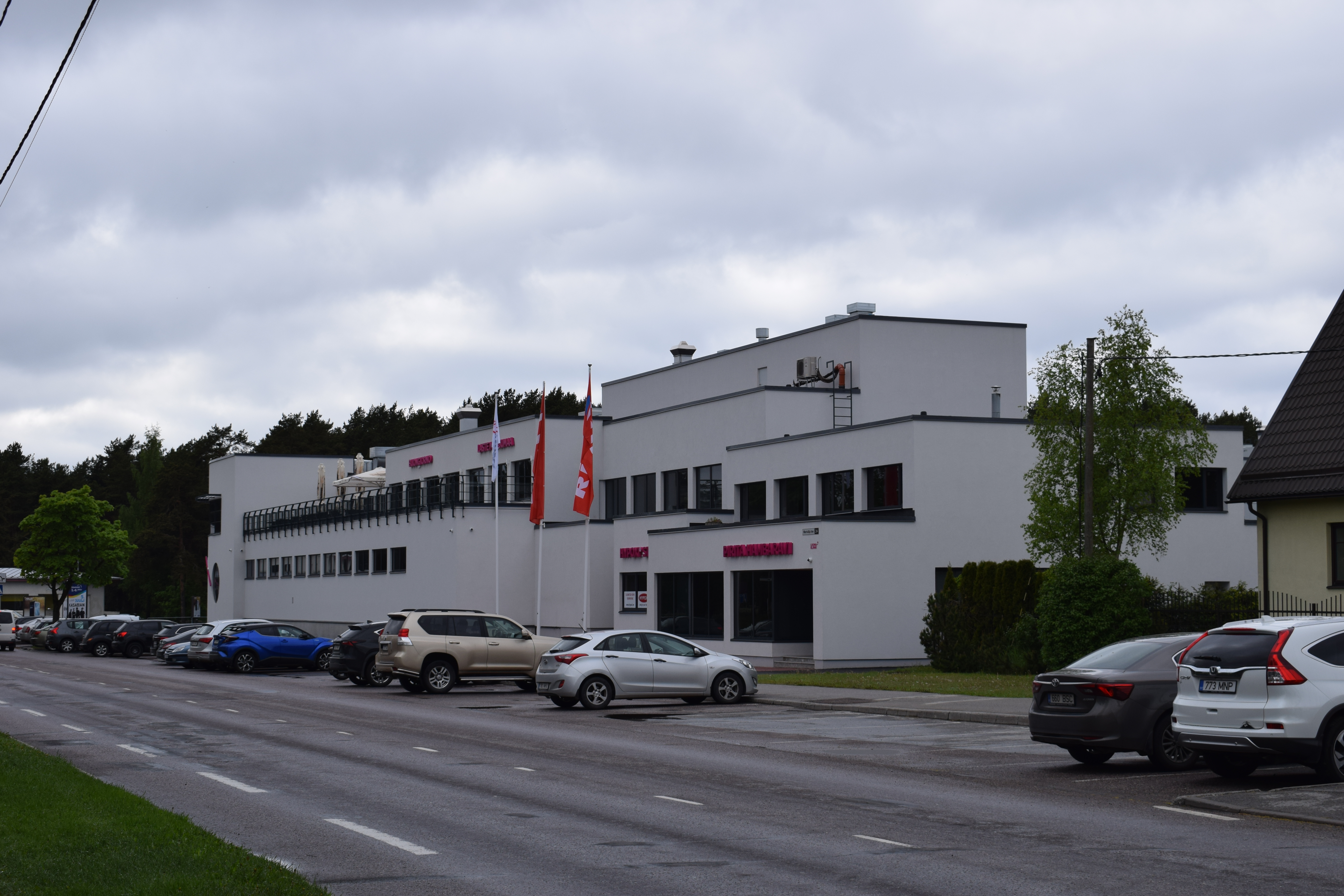
Вид на дом 24 со стороны улицы Клоостриметса, 2017 год
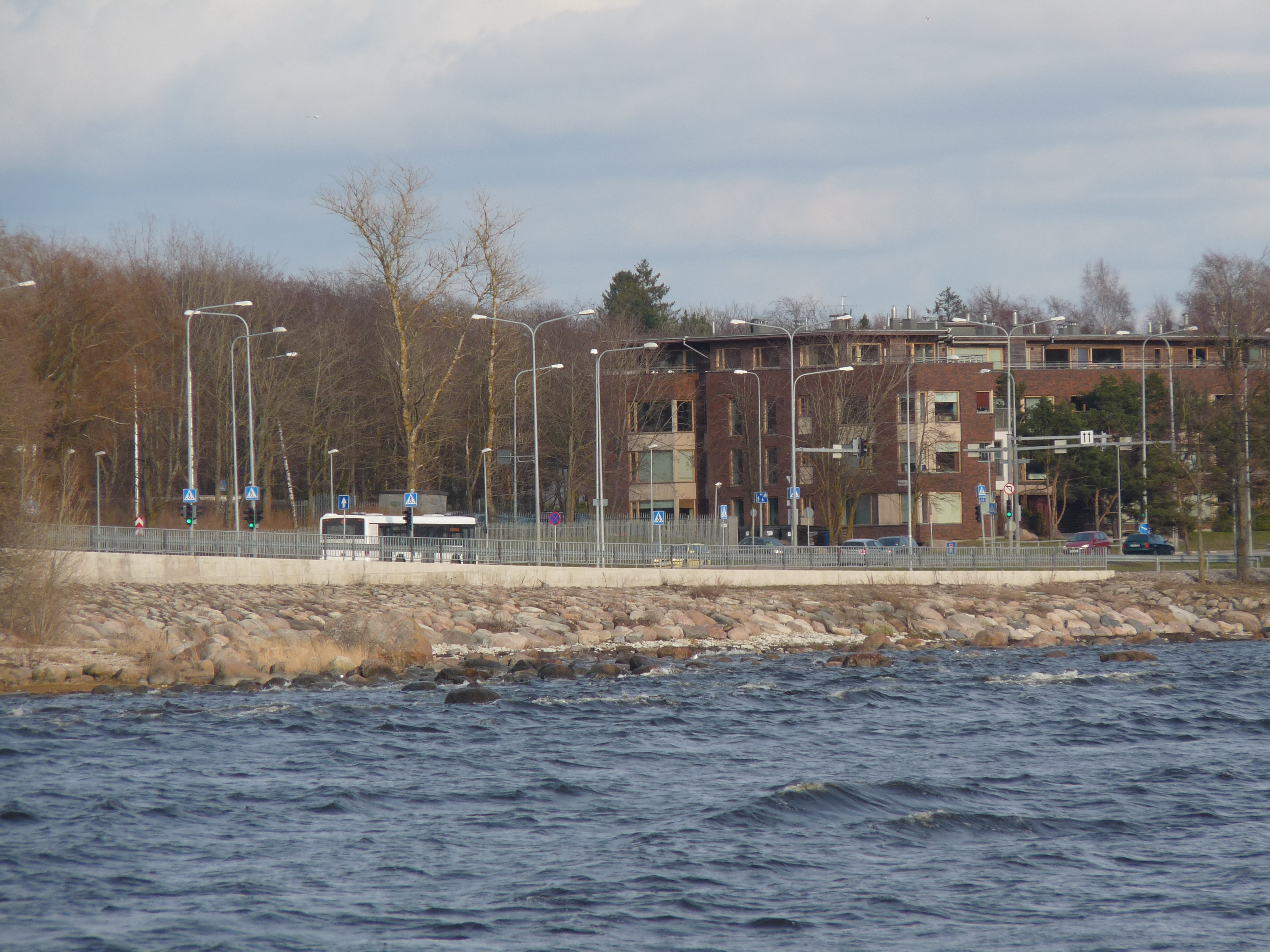
Вид на улицу с моря весной

## Фото
Фотографии на веб-портале эстонских музеев:
- Ресторан «Пирита» и автовокзал, 1960—1965 год
- Дома напротив автовокзала Пирита, 1970-е годы (снесены в 1978 году)
- Трёхэтажный деревянный жилой дом, ул. Меривялья 30, 1977 год
- Старый деревянный жилой дом, ул. Меривялья 32, 1977 год
- Кинотеатр «Пирита», 1980-е годы
- Магазин «Пирита», 1980-е годы